# Stoker

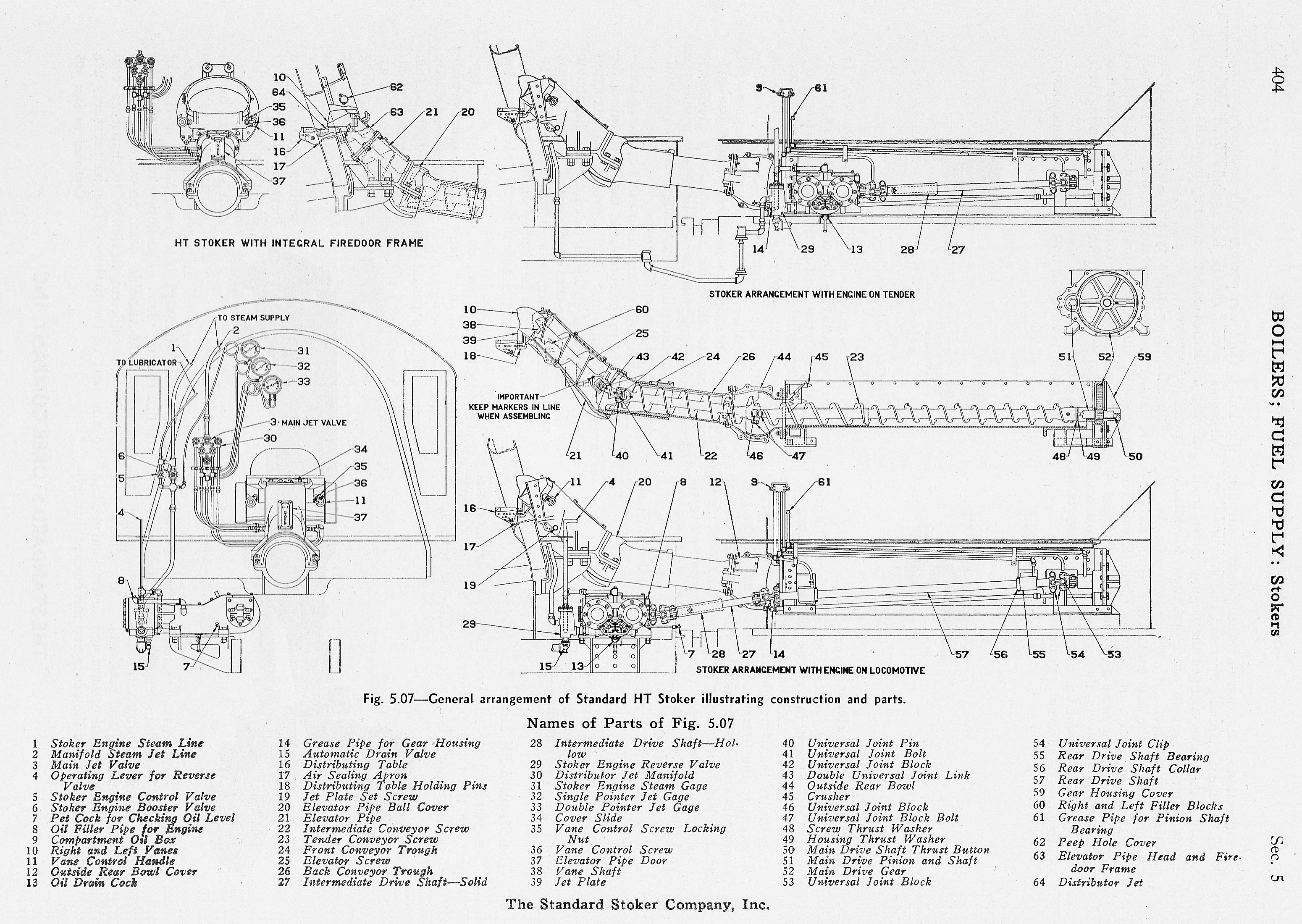
Darstellung eines Standard-HT-Stokers

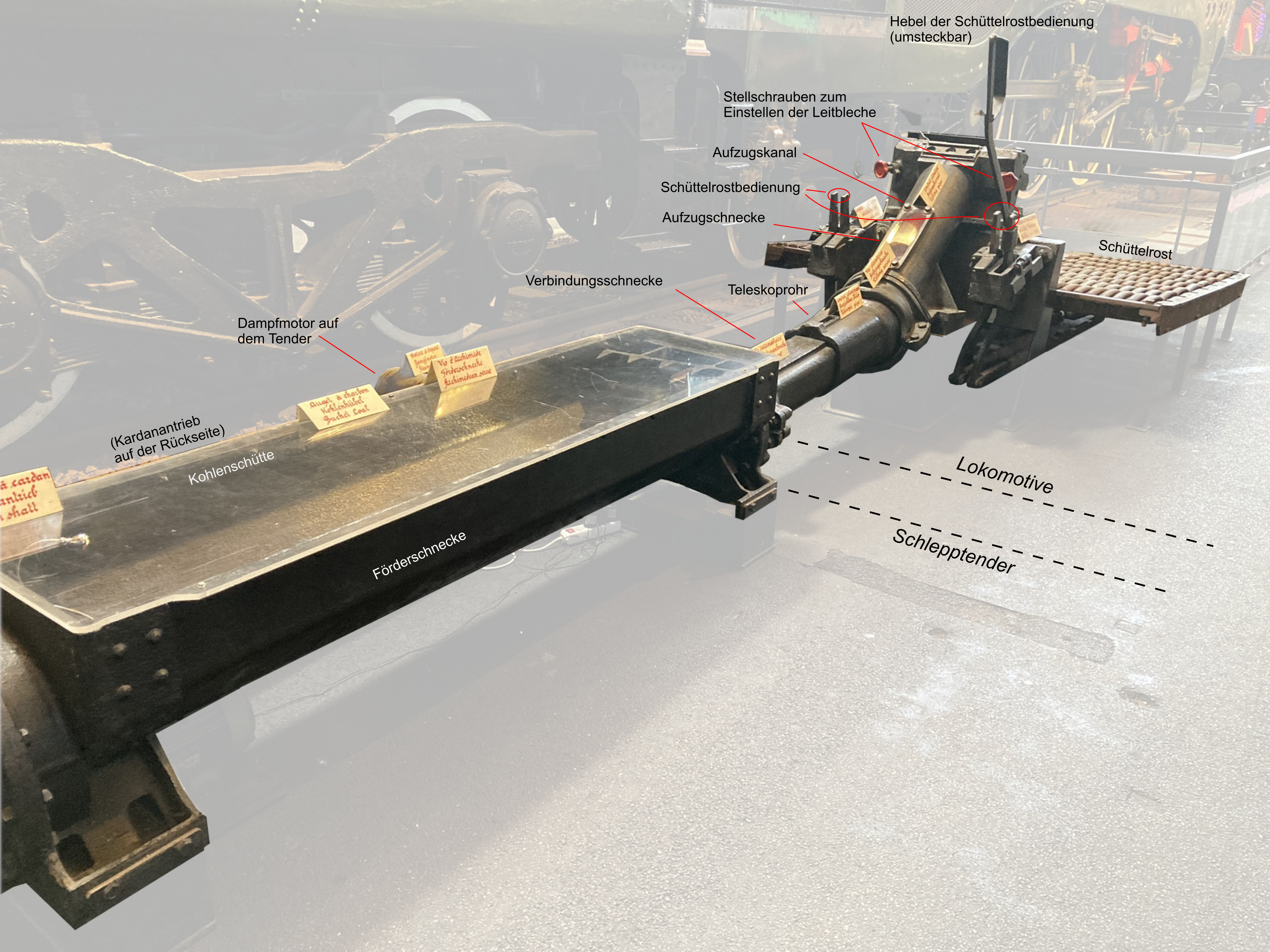
HT-Stoker in der Cité du Train, Mulhouse

Stoker, englisch für „Heizer“, ist der international gebräuchliche Fachbegriff für eine mechanische Vorrichtung zur Beschickung der Rostfeuerung eines Dampfkessels mit festen Brennstoffen, meist Kohle. Stoker und Fireman sind ursprünglich in der Schifffahrt gebräuchliche Berufsbezeichnungen für Heizer. Mechanische Rostbeschickung gab es bei stationären Dampfmaschinen, bei fahrbaren oder selbstfahrenden Lokomobilen, bei Dampflokomotiven und auf Dampfschiffen.
Außerhalb der Eisenbahntechnik werden bei der Verwendung homogener Brennstoffe, wie zum Beispiel Holzpellets in der Industrie und in Heizkraftwerken mechanische Beschickungen mittels Stoker oder flexibler Schnecke eingesetzt.

## Entwicklung
Die laufende Anhebung von Gewicht und Geschwindigkeit von Zügen in Verbindung mit stetig größer werdenden Rostabmessungen bei schweren Lokomotiven brachte die manuelle Befeuerung an die Leistungsgrenze. So hatten die „Big Boy“ in den USA eine Rostfläche von fast 14 m² und einen Kohleverbrauch von bis zu 9 t pro Stunde, eine Menge, die manuell von einem Heizer ohne die Unterstützung durch eine mechanische Beschickungseinrichtung nicht zu bewältigen ist.
An der Wende zum 20. Jahrhundert nahm mit verschiedenen Versuchen zur automatischen Rostbeschickung die Entwicklung des mechanischen Stokers in den USA ihren Anfang. Es gibt zwei Arten, die Kohle in den Feuerraum zu bekommen. Eine Möglichkeit ist die Unterschubfeuerung (underfeed-Beschicker). Mit ihr wird die Kohle auf Höhe des Rostes einfach dazugeschoben. Die andere Möglichkeit ist die Aufgabefeuerung (overfeed-Beschicker) auf eine in Höhe des Feuerlochs angebrachte Platte. Auf diese wird die Kohle von der Förderschnecke geschoben und mit Hilfe von Dampfstrahlen von oben auf das Feuerbett aufgeworfen. Durchgesetzt hat sich in der Lokomotivkonstruktion der overfeed-Beschicker mit Förderschnecke und die Verteilung mit Dampfstrahl auf das Feuerbett. Wichtigster Lieferant war die Standard Stoker Company aus New York.

## Konstruktion

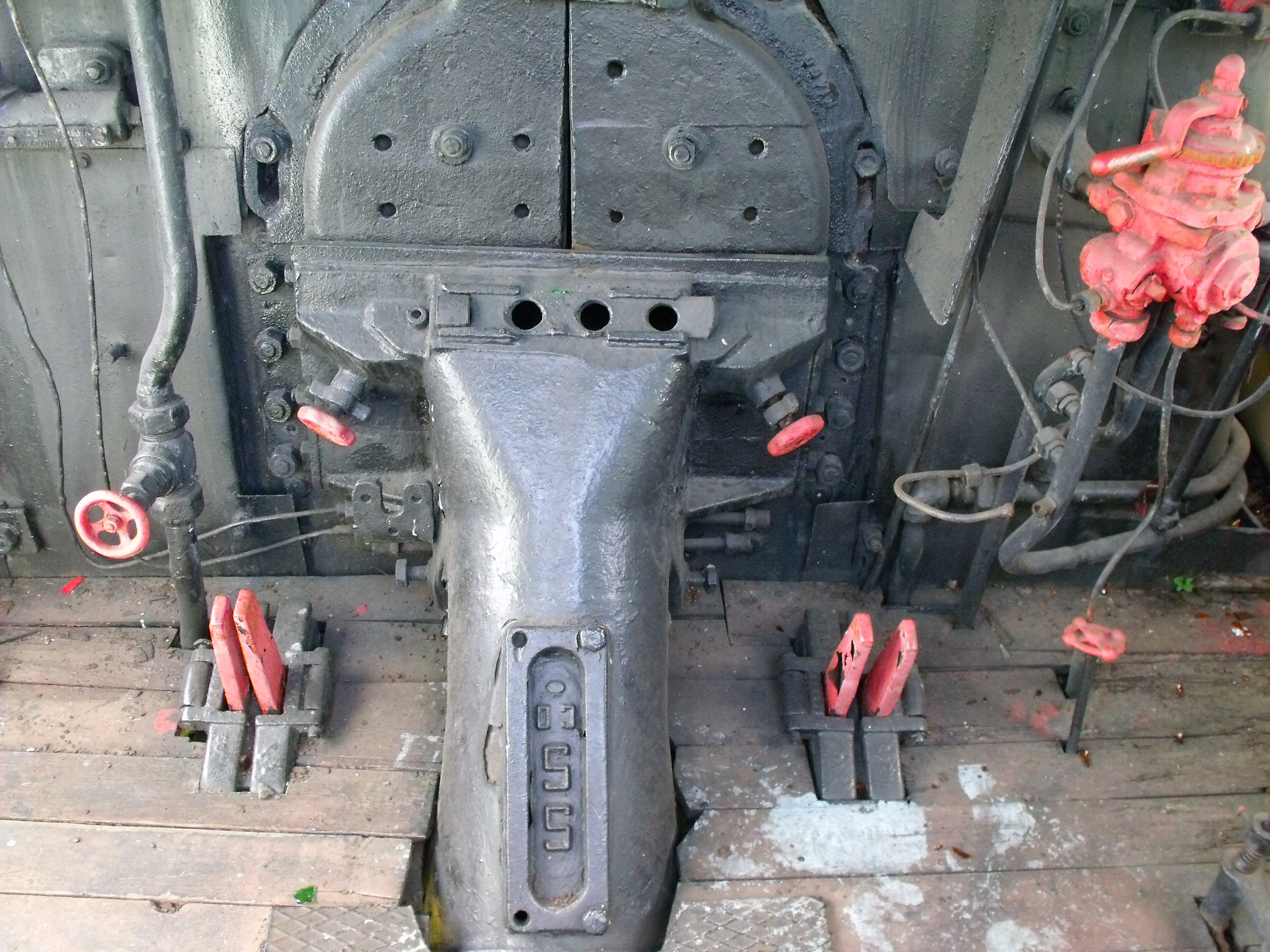
Stoker einer polnischen Ty 246 an der Stelle einer herkömmlichen Feuertür

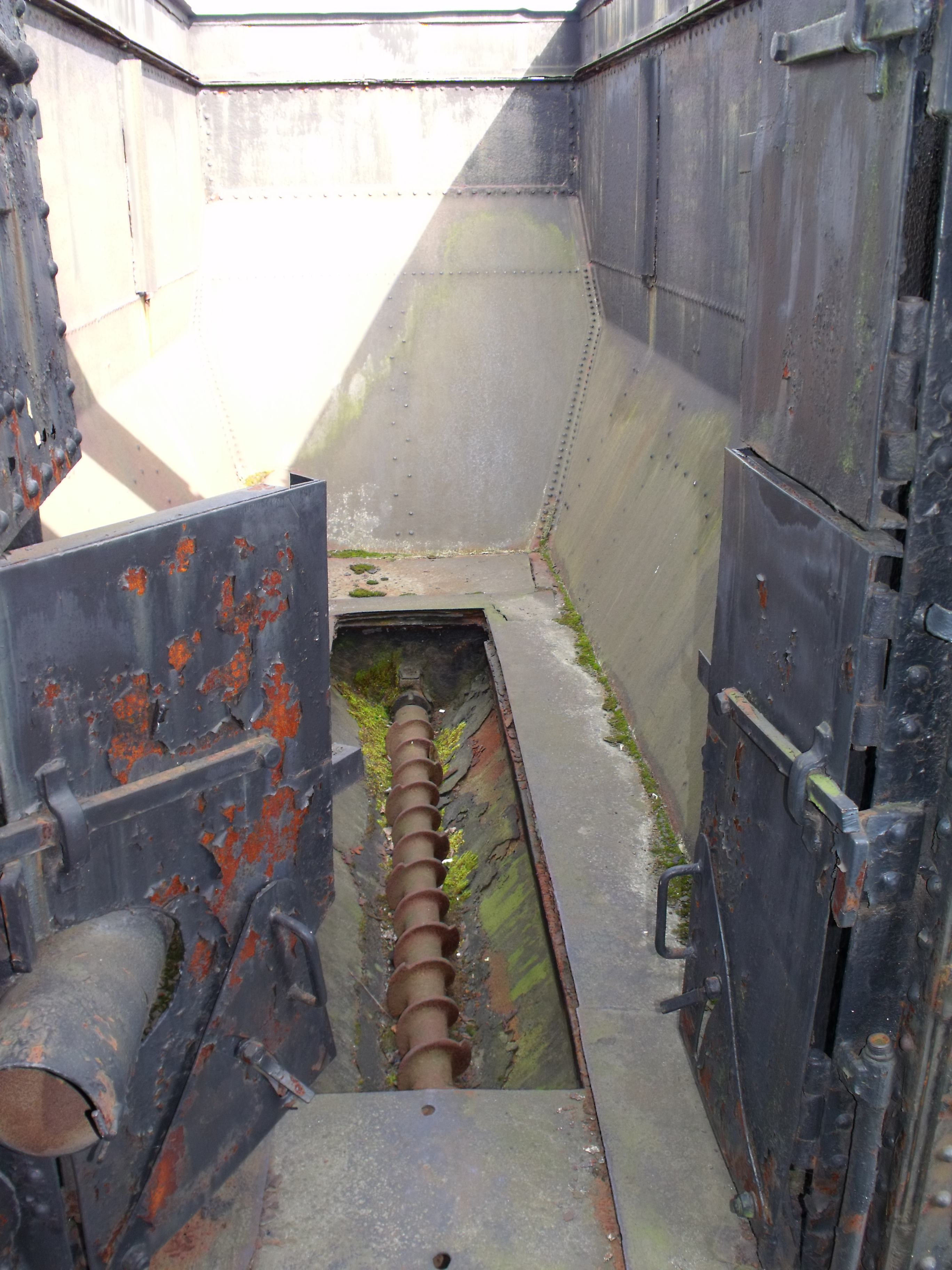
Förderschnecke im Schlepptender einer Ty 246

Der Stoker besteht aus einer Förderschnecke, die die Kohle vom Tender mit Hilfe von Rohrleitungen zur Feuerbüchse befördert. Die Förderschnecke wird mit Hilfe einer kleinen Dampfmaschine angetrieben, die aus Platzgründen meist im Tender untergebracht war. Häufigste Bauart war eine dreiteilige mit Kardangelenken verbundene Förderschnecke. Anlauf und Geschwindigkeit der Förderschnecke sowie die Ansteuerung der Dampfstrahlen erfolgt durch einzeln ansteuerbare Ventile. Um die Förderschnecke von eingeklemmten Kohlestücken oder Fremdkörpern freizubekommen, ist die Dampfmaschine umsteuerbar ausgelegt. Da die Kohle durch den Stoker in kleinere Stücke gebrochen wird als dies bei Handfeuerung der Fall ist, benötigt man eine spezielle Rostbauart, die trotz kleinerer Rostspalten genügend Verbrennungsluft durchtreten lässt.
Die einerseits gleichmäßige und stetige, andererseits flexibel an den Bedarf anpassbare mechanisierte Befeuerung erlaubte zudem in Verbindung mit der anderen Rostbauart die Verwendung billigerer Kohle mit einem höheren Gehalt flüchtiger Bestandteile als bei Handfeuerung. Trotz des im knapp zweistelligen Bereich höheren Verbrauchs gestalteten sich Betrieb und Wartung wirtschaftlicher als bei Schaufelfeuerung. Bei Verwendung eines Hulson-Schüttelrosts konnte mit einer geringen, indes gleichmäßig hohen Feuerschicht gefahren werden.
In Verbindung mit einem Hulson-Schüttelrost und einer doppelten Kylchap-Saugzuganlage ergaben sich mehrere Vorteile:
- Quantitativ nach Leistungsbedarf steuerbare Rostbeschickung
- Gleichmäßige Beschickung der gesamten Rostfläche
- Hohe Leistungsabstrahlung und hohe Kesselleistung durch hohe Temperaturen der Oberflächenglut
- Ungestörter und kontinuierlicher Verbrennungsprozess der Kohle auf dem Rost – kein Öffnen der Feuertür bedeutet kein Eindringen von Kalt- oder Fremdluft in die Feuerbüchse
- Rostbeschickung mit Kohle von stets gleicher Korngröße, als Folge ein homogenes, gleichmäßig beschichtetes Feuerbett
- Reduzierung des Kohleverbrauchs um 8–10 % im Vergleich zu handgefeuerten Lokomotiven
- Entlastung des Heizers von schwerer körperlicher Arbeit, der sich dadurch besser der Überwachung und Bedienung des Kessels und der Streckenbeobachtung widmen kann

## Verbreitung

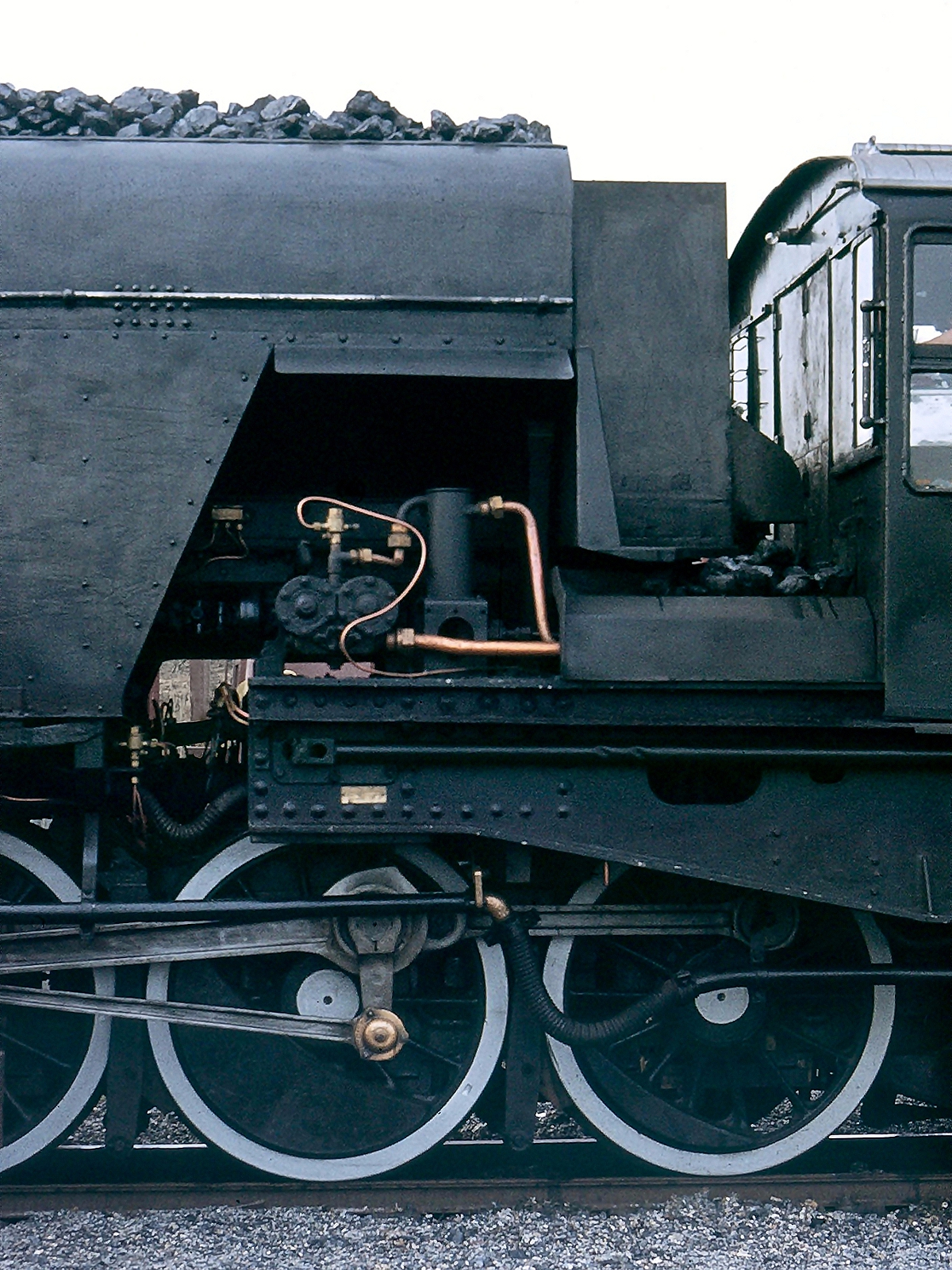
Die Stoker-Dampfmaschine einer GMAM Garratt in der Tender-Nische

### Deutschland
Während Stoker bei großen Lokomotiven in den USA zur Standardausstattung gehörten – im Jahre 1938 waren in den USA und in Kanada wenigstens 20.000 Stoker im Einsatz –, waren sie in Mitteleuropa wenig verbreitet. Die Deutsche Bundesbahn (DB) baute fünf Maschinen der DR-Baureihe 45 mit Neubaukessel und Stoker-Einrichtung um. Weitere fünf Lokomotiven der DR-Baureihe 44 wurden 1950 in ähnlicher Weise umgebaut und beendeten Anfang der 1960er Jahre ihren Dienst im Bw Ehrang.
Bei der Deutschen Reichsbahn (DR) gab es 1954 einen weiteren, wenig erfolgreichen Versuch mit einem Stoker bei einem Prototyp der DR-Baureihe 25. Der etwas höhere Kohleverbrauch dieser Einrichtung verhinderte neben der Einführung der Ölfeuerung eine weitere Verbreitung. Ein weiterer Nachteil war der reduzierte Wasserinhalt des Schlepptenders bei nachträglichem Einbau der Vorrichtungen für die Stokerfeuerung.

### Frankreich
In Frankreich begann die Entwicklung eines eigenen Stokers als amerikanische Lizenz in den 1930er Jahren bei der Pariser Firma Stein & Roubaix. Zu den Versuchslokomotiven gehörte unter anderen die 2’D1’ h3-Lokomotivreihe 241 der Compagnie des chemins de fer de l’État (ETAT) und die aus einer dieser Maschinen durch Umbau geschaffene SNCF 242 A 1. Die Französische Nordbahn (NORD) erprobte anfänglich einen Stoker der Bauart BK (zwei Förderschnecken) in einer Maschine der Reihe Nord 3.1201 bis 3.1290, spätere SNCF 2-231 C („Superpacific“) und in der Baureihe Nord 5.1201 bis 5.1230, spätere SNCF 2-150 B. Anschließend sollte bei der 1937 gegründeten SNCF in alle neuen Baureihen,
wie beispielsweise den 150 P, 141 P, 241 P oder den kohlegefeuerten Maschinen aus der Reihe 141 R ein Stoker eingebaut werden. Insgesamt waren mehr als 1200 Lokomotiven mit dieser mechanischen Befeuerungseinrichtung des Typs Stoker HT von Stein & Roubaix im Einsatz.

### Tschechoslowakei
Bei den früheren Tschechoslowakischen Staatsbahnen (ČSD) war diese Feuerung Ende der 1940er Jahre bis zur Serienreife entwickelt worden. Beispielsweise waren die von Škoda und ČKD Praha gelieferten Baureihen 556.0, 475.1, 477.0 und 498.1 serienmäßig mit Stoker ausgerüstet, was in einer erheblichen Leistungssteigerung resultierte. Die Güterzuglokomotiven der Baureihe 556.0 erhielten vom Betriebsdienst den Spitznamen „Štokr“ aufgrund der verbauten Feuerung.

### Übrige Länder
- Sowjetunion: Auch in sowjetischen Lokomotiven waren Stoker verbreitet, beispielsweise in den Baureihen Е und P36.
- China: Bei der Chinesischen Staatsbahn waren beispielsweise die knapp 2000 gebauten Maschinen der Baureihe JS[6] und die mit fast 5000 Exemplaren meistgebaute Baureihe QJ[7] mit Stoker ausgerüstet.
- Südafrika: Eine große Verbreitung fand der Stoker im südlichen Afrika. Besonders bei moderneren südafrikanischen Dampflokomotiven, z. B. bei den Baureihen GMAM und 25 mit Rostflächen von ca. 6 bis 6,5 m², hat sich der Stoker sehr gut bewährt.